# دوچرخه‌سازی جاینت
شرکت تولیدی سهامی عام جاینت که عموماً با نام جاینت معرفی می‌شود، شرکت تایوانی دوچرخه‌ساز است که به عنوان بزرگ‌ترین سازندهٔ دوچرخه در جهان شناخته شده‌است. کارخانه‌های جاینت در تایوان، هلند و چین قرار دارند.

## تاریخچه
جاینت در سال ۱۹۷۲ در داجیا (که اکنون بخشی از تایچونگ است) توسط کینگ لیو و چند دوست او بنا شد. در سال ۱۹۷۷ مدیر اجرایی جاینت به نام تونی لو، مذاکراتی با شرکت شوین انجام داد تا تولید دوچرخه را به عنوان تولیدکننده تجهیزات اصلی آغاز کند و تولیدات خود را با برندهای دیگر به فروش برساند. این قرارداد، دستاورد بزرگی برای جاینت بود. با افزایش فروش در آمریکا و اعتصاب کارگران شوین در شیکاگو در سال ۱۹۸۰ جاینت به تأمین‌کننده‌ای کلیدی تبدیل شد که در میانهٔ دههٔ ۱۹۸۰ بیش از دوسوم دوچرخه‌های شوین را می‌ساخت. در سال ۱۹۸۷ پس از تصمیم شوین مبنی بر یافتن منبعی تازه و امضای قرارداد با شرکت دوچرخه‌سازی چین برای تولید محصول در شنژن، جاینت برند دوچرخهٔ خود را ایجاد کرد تا در بازار در حال گسترش محدودهٔ قیمتی ۲۰۰ دلار و بالاتر به رقابت بپردازد.
در سال ۱۹۸۴ جاینت یک قرارداد مشارکت انتفاعی با آندریس گاسترا از دوچرخه‌ساز هلندی، کوگا-میاتا با عنوان جاینت اروپا امضا کرد. در سال ۱۹۹۲ گاسترا همهٔ سهام خود را فروخت و جاینت به سهامدار کامل جاینت اروپا تبدیل شد.
تا سال ۲۰۱۴ جاینت در بیش از ۵۰ کشور جهان، بیش از ۱۲ هزار شعبه دارد. در سال ۲۰۰۷، فروش جهانی آن از ۵ میلیون دوچرخه گذشت و در سال ۲۰۱۲ به ۶٫۳ میلیون دوچرخه با درآمد ۱٫۸ میلیارد دلار رسید.
در حال حاضر این برند، بزرگ‌ترین تولیدکننده دوچرخه در دنیا محسوب می‌شود. این دستاورد به علت طراحی بسیار عالی و استفاده از بهترین متریال در طراحی دوچرخه‌های خود است.